# アクロトルス
アクロトルス（学名 Acrotholus ,「頭頂部が分厚い」や「高い頭」の意味）は、カナダアルバータ州ミルクリバー層から発見され、後期白亜紀サントニアン期に生息していたパキケファロサウルス科の恐竜の属。本属は2013年に記載されており、Acrotholus audetiの一種のみ知られている。

## 概要

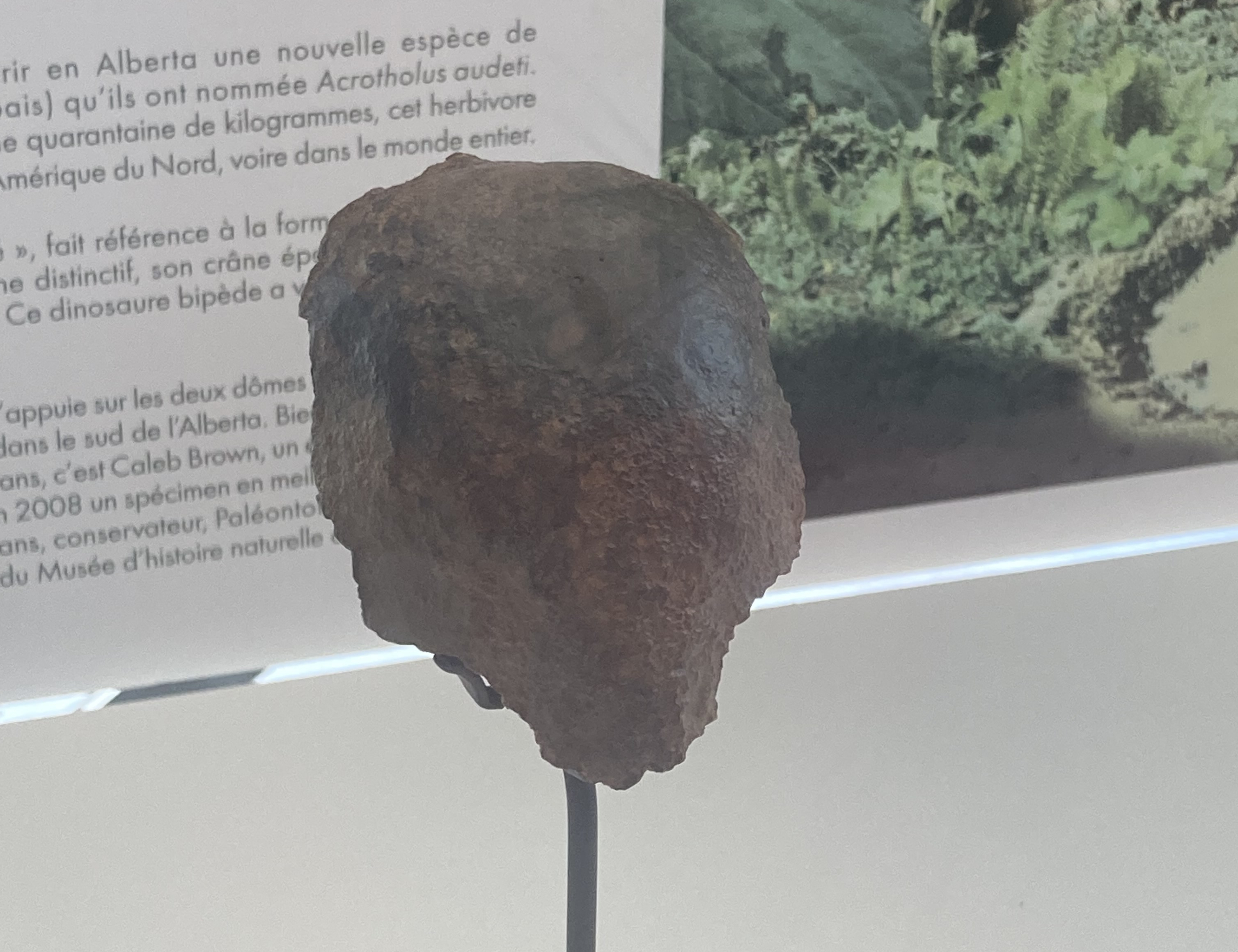
ロイヤルオンタリオ博物館に展示されているホロタイプの頭頂部

頭頂部の化石のみ発見されている。現在北アメリカで発見された堅頭竜類の種の中では、最も初期に生息していた堅頭竜類な為、原始的な特徴を持っている。頭骨は盛り上がっており、厚さは約6から10センチメートルほどあった。推定全長は約1.8メートルと小型な恐竜。